# Anaxyrus houstonensis
Anaxyrus houstonensis är en groddjursart som först beskrevs av Sanders 1953. Den är endemisk i Texas, USA. Den ingår i släktet Anaxyrus och familjen paddor. Inga underarter finns listade i Catalogue of Life.
Vuxna exemplar är 51 till 83 mm långa och honor är lite större än hanar. Ovansidans grundfärg varierar mellan ljusbrun, grå, rödaktig och grå med violetta nyanser. På grundfärgen förekommer mörka fläckar i grön, brun eller svart. Fläckarna kan vara oregelbundna eller de bildar ett zigzag-mönster. De flesta exemplar har en ljus längsgående linje på ryggens mitt. Även på den ljusa undersidan finns några mörka fläckar och hanar har en mörk strupe.
Utbredningsområdet ligger i södra delen av Texas mellan Houston och Austin. Arten lever i tallskogar, i lövfällande skogar, i savanner med trädgrupper som domineras av ekar och i gräsmarker nära kusten. Fortplantningen sker mellan januari och juni i pölar, i dammar och i diken. Individerna är nattaktiva och de vilar på dagen i jordhålor eller i lövskiktet. Hanens höga parningsläte varar i 4 till 11 sekunder.
Beståndet hotas av landskapsförändringar när storstäderna utvecklas. Vid ökande trafik blir flera exemplar överkörda. När vandringsvägen blockeras minskar den genetiska mångfalden. Enligt uppskattningar från 2004 finns endast 2500 exemplar kvar. IUCN kategoriserar arten globalt som starkt hotad.